# Stadio della Vittoria (Macerata)
Lo stadio della Vittoria, detto anche campo dei Pini, è stato per più di mezzo secolo l'impianto sportivo più importante della città di Macerata.

## Storia
Nel 1919 nella zona di piazza dell'Armi venne creato un campo sportivo, con tribune in legno, per giocare anche a calcio. Nel 1922 quattro società cittadine diedero vita alla S.S. Maceratese, e vennero ampliate le tribune in modo da ospitare un maggior numero di tifosi.
Nel 1926 il club partecipò alla massima serie, e si decise di costruire nuove tribune in cemento e di sistemare il fondo. I lavori furono affidati all'architetto Cesare Bazzani che presentò un progetto di sistemazione e recinzione del campo, creazione di un nuovo ingresso, nonché costruzione di varie tribune, piscine e campi da tennis adiacenti al monumento ai Caduti.
I lavori iniziarono, in ritardo, nell'agosto 1927, ma furono svolti con estrema velocità e terminarono a novembre dello stesso anno. L'impianto, privo delle piscine e dei campi da tennis, fu inaugurato dal ministro Giuseppe Bottai; il costo fu di 404.000 lire. Durante il Ventennio l'impianto era utilizzato anche per il Sabato fascista, ai cui giochi era tenuta a partecipare tutta la cittadinanza.
Negli anni quaranta la Maceratese giocò in Serie C e B: si decise perciò di aggiungere due tribune coperte in legno che portarono la capienza a 5 000 posti circa.
Nel 1964 fu inaugurato il nuovo stadio Helvia Recina, e da quell'anno l'impianto della Vittoria restò utilizzato soprattutto dai settori giovanili delle diverse squadre cittadine.
All'inizio degli anni ottanta, grazie ad un finanziamento del CONI, l'impianto subì una parziale ristrutturazione con sistemazione dell'unico tratto di pista di atletica, ingrandimento e ammodernamento degli spogliatoi, e un vano tentativo di creazione di un manto erboso.
Nel 2007 lo stadio è stato affidato in concessione alla Vis Macerata, che ha militato in Promozione ed in Eccellenza, e dopo molto tempo si è finalmente riusciti a modificare radicalmente il fondo con il ricorso all'erba sintetica.
Oggi che la Vis si è sciolta l'impianto sportivo viene utilizzato dalle varie compagini giovanili della città, la sua gestione è in capo alla Società Sportiva Maceratese che milita in Eccellenza.